# Ялджух
Ялджу́х — село в Ахтынском районе Дагестана.

## География
Село Ялджух расположено в южной части Ахтынского района, на склоне горы Сенгер (2345 м), у ручья, впадающего слева в реку Магулахчай, притока реки Ахтычай. Ближайшие сёла — Балуджа, Храх, Лгапиркент. Ближайшие жилые населённые пункты — Курукал и Ухул (около 10 км). Село делится на кварталы: Агъа мягьле и Вини мягьле. Близлежащие горные вершины: Нисин (чичин) пел, Мацар дагъ, Кьулан кам, Хай кам, Сувак, Гурхана, Бугъуз никIер, Къени кIвал и др. 

## История
С начала XVI века по 1839 год Ялджух входил в Докузпаринское вольное общество. В 1839 году село было присоединено к Российской империи. Ялджух относился к Докузпаринскому наибству Самурского округа. Вместе с сёлами Балуджа и Филидзах образовал Ялджухское сельское общество. В середине XIX века, как пишет профессор Хидир Рамазанов, половина жителей Ялджуха из-за безземелья переселилась на территорию нынешнего Азербайджана. В 1929 году Ялджух был включён в состав новообразованного Ахтынского района.

## Переселение
В 1953 году жители села Ялджух, вместе с жителями сёл Филидзах и Филиф-Гюне, были переселены в село Советское Магарамкентского района.

## Население
До переселения в селе Ялджух жили лезгины, мусульмане-сунниты. В 1869 году в селе проживало 1021 человек, из них мужчины — 542, женщин — 479. Село состояло из 141 дома. В 1886 году в селе проживало 1229 человек. С 1991 года в селе имеется постоянное население. На август 2024 в селе проживало две семьи численностью 3 человека. Население села делилось на тухумы: Тагъияр (Эфендиевы), Чакъалар, Север, Туркар, Цирехар, Тагъияр, Псияр (Кошки) и др.

## Дополнительно
- Именем села назван лезгинский фольклорный ансамбль «Ялджух»[5].
- К северу от Ялджуха, на крутом склоне горы находится могильник с каменными гробницами, называемый хазарским кладбищем. Могильник состоит из каменных гробниц, перекрытых плитами, положенными поперёк. Гробницы имеют прямоугольную форму, стенки их выложены из мелкого и грубо обитого камня на глине. Ориентировка костяков головой на запад. В разрушенных могилах находили обломки керамики, бронзовые браслеты, серьги и разные бусы.[6]

## Известные уроженцы
- Эфендиев, Вагид Абдуллаевич (1941 - по н.в.) - заслуженный врач Российской Федерации, доктор медицинских наук, главный онколог Калужской области, посвятивший более 60 лет медицинской службе.